# Evan Call
Evan Call (* 29. Juni 1988 in Kalifornien) ist ein US-amerikanischer Filmkomponist, der in Japan arbeitet und durch seine Musik zu Anime-Serien wie Violet Evergarden und Frieren – Nach dem Ende der Reise bekannt wurde.

## Leben
Evan Call wurde 1988 in Kalifornien geboren und wuchs dort auf. Als Teenager erkrankte er an Okzipitalneuralgie und konnte eine Zeitlang die Schule nicht mehr besuchen. In dieser Zeit lernte er Bluegrass zu spielen. Daneben verbrachte er viel Zeit mit japanischen Videospielen und Anime. Schließlich begann er sich dadurch auch für Orchestermusik zu interessieren. Nachdem er wieder die Schule besuchen durfte, engagierte er sich im Schulchor. Nach der Schule besuchte er das Berklee College of Music in Boston und machte seinen Master in Filmkomposition.
Zunächst versuchte er in Hollywood Fuß zu fassen, was ihm jedoch nicht gelang. Mit einem Touristenvisa kam er nach Japan, wo er Arbeit in der Film- und Videospielindustrie suchte. Nach drei Monaten in Japan lernte er Junpei Fujita kennen, einen Komponisten, der für Elements Garden arbeitete. Nach einem Bewerbungsgespräch und nach Durchsicht seiner Mappe wurde er Teil von Elements Garden. Ab 2012 erschienen seine eigenen Werke, die sich durch komplexe Arrangement und symphonische Musik auszeichneten. Kurz darauf lernte er Yōta Tsuruoka von Kyōto Animation kennen. Er begann schließlich im Anime-Bereich zu arbeiten und seine ersten Werke für Tokyo ESP und Violet Evergarden entstanden. 2016 verlie0 er Elements Garden und konzentrierte sich ausschließlich auf Soundtracks. Call wurde sehr erfolgreich und komponierte für weitere Filme und Animeseerien, darunter Big Order (2016) und Josie, der Tiger und die Fische (2020). 2025 gewann er einen Tokyo Anime Award für Frieren – Nach dem Ende der Reise. Ebenso wurde er bei den Crunchyroll Anime Awards 2025 in der Kategorie Bester Soundtrack nominiert.

## Filmografie

### Animes
- 2013: Senki Zessho Symphogear G
- 2014: When Supernatural Battles Became Commonplace
- 2014: Kamigami no Asobi
- 2014: Tokyo ESP
- 2015: Dance with Devils
- 2016: Gekijouban Tantei opera Mirukî Hômuzu: Gyakushuu no Mirukî Hômuzu
- 2016: Schwarzesmarken
- 2016: Big Order
- 2017: Jikan no Shihaisha
- 2017: Seiren
- 2018: Hakumei & Mikochi
- 2018: Violet Evergarden
- 2019: Violet Evergarden und das Band der Freundschaft
- 2019: Yu-No: A Girl Who Chants Love at the Bound of this World
- 2020: Appare-Ranman!
- 2020: Violet Evergarden: Der Film
- 2020: Josie, der Tiger und die Fische
- 2021: Die Nacht hinter dem Dreiecksfenster – The Night Beyond the Tricornered Window
- 2023: Kin no kuni Mizu no kuni
- 2023: Meine ganz besondere Hochzeit
- 2023: Frieren – Nach dem Ende der Reise
- 2024: Sengoku Youko
- 2025: Hell Teacher: Jigoku Sensei Nube
- 2025: Necronomico and the Cosmic Horror Show

### Fernsehserien
- 2017: Sayonara, Enari kun
- 2017: Keishichô ikimono gakari
- 2019: Amazing Dinoworld
- 2019: Hotarugusa
- 2022: The 13 Lords of the Shogun

### Lieder
| Jahr | Titel                                 | Interpretation                                                         | Funktion                        | Album                                                                       | Quelle |
| ---- | ------------------------------------- | ---------------------------------------------------------------------- | ------------------------------- | --------------------------------------------------------------------------- | ------ |
| 2012 | Avalon no Ōkan                        | Nana Mizuki                                                            | Arrangement                     | Rockbound Neighbors                                                         |        |
| 2013 | Neverending Dream                     | Minori Chihara                                                         | Komposition & Arrangement       | Neo Fantasia                                                                | [ 12 ] |
| 2014 | Ai no Hi                              | Ayahi Takagaki                                                         | Komposition & Arrangement       |                                                                             |        |
| 2014 | Aurora                                | Tomoaki Maeno                                                          | Komposition & Arrangement       |                                                                             | [ 13 ] |
| 2014 | Tenka Muteki no Shinobi Michi         | - Takuma Terashima - Kenichi Suzumura - Hiro Shimono - Kohsuke Toriumi | Arrangement                     |                                                                             | [ 14 ] |
| 2014 | Yasashisa no Tsubomi                  | Faylan                                                                 | Arrangement                     | Zero Hearts                                                                 | [ 15 ] |
| 2014 | Meisō Solitude                        | Kato*Fuku                                                              | Arrangement mit Seima Iwahashi  | With                                                                        | [ 16 ] |
| 2015 | Arigatō, Daisuki                      | Minori Chihara                                                         | Arrangement                     | Innocent Age                                                                |        |
| 2015 | Pirates of the Frontier               | - Tatsuhisa Suzuki - Tomoaki Maeno - Takuma Terashima                  | Arrangement                     | [ 17 ]                                                                      | [ 17 ] |
| 2015 | Saintly Territory                     | Tomoaki Maeno                                                          | Arrangement                     |                                                                             | [ 18 ] |
| 2015 | Seien Brave Heart                     | Kenichi Suzumura                                                       | Komposition & Arrangement       |                                                                             | [ 18 ] |
| 2015 | Tenshi no Inori                       | Shouta Aoi                                                             | Komposition & Arrangement       | Unlimited                                                                   | [ 19 ] |
| 2015 | Alice to Toki no Yurikago             | Kato*Fuku                                                              | Komposition & Arrangement       | Wonder Tale: Smile to Happiness to Fushigi na Hon                           | [ 20 ] |
| 2015 | Tsunagareta Asa ni                    | Kato*Fuku                                                              | Komposition & Arrangement       | Wonder Tale: Smile to Happiness to Fushigi na Hon                           | [ 20 ] |
| 2016 | Lovely Eyes                           | - Junichi Suwabe - Hidenori Takahashi                                  | Arrangement                     |                                                                             | [ 21 ] |
| 2016 | Give Me Your Heart: Mayoeru Kohitsuji | - Hiroshi Kamiya - Yoshimasa Hosoya                                    | Komposition & Arrangement       |                                                                             | [ 22 ] |
| 2017 | Akane-iro ni Kakushite                | Ayane Sakura                                                           | Komposition & Arrangement       |                                                                             |        |
| 2017 | Muteki no Megami                      | Shino Shimoji                                                          | Komposition & Arrangement       |                                                                             |        |
| 2017 | Koi no Theory                         | Juri Kimura                                                            | Arrangement                     |                                                                             |        |
| 2018 | Union!!                               | 765 Million Allstars                                                   | Arrangement                     |                                                                             | [ 23 ] |
| 2018 | Sincerely                             | True                                                                   | Arrangement mit hōta Horie      | Violet Evergarden: Automemories Violet Evergarden Vocal Album: Song Letters | [ 24 ] |
| 2018 | The Songstress Aria                   | True                                                                   | Komposition, Arrangement & Text | Violet Evergarden: Automemories Violet Evergarden Vocal Album: Song Letters | [ 24 ] |
| 2018 | Letter                                | True                                                                   | Arrangement                     | Violet Evergarden: Automemories Violet Evergarden Vocal Album: Song Letters | [ 24 ] |
| 2018 | Believe in...                         | Aira Yūki                                                              | Komposition & Arrangement       | Violet Evergarden: Automemories Violet Evergarden Vocal Album: Song Letters | [ 24 ] |
| 2020 | Will (Movie Version)                  | True                                                                   | Komposition & Arrangement       | Violet Evergarden: Echo Through Eternity                                    | [ 25 ] |
| 2020 | Mirai no Hito e (Movie Version)       | True                                                                   | Arrangement                     | Violet Evergarden: Echo Through Eternity                                    | [ 25 ] |
| 2020 | Michishirube (Movie Version)          | Minori Chihara                                                         | Arrangement                     | Violet Evergarden: Echo Through Eternity                                    | [ 25 ] |
| 2020 | Dear Violet                           | Yui Ishikawa                                                           | Komposition & Arrangement       | Letters and Doll: Looking Back on the Memories of Violet Evergarden         |        |
| 2020 | Jōjō                                  | Nino                                                                   | Komposition & Arrangement       | Synapusyu Songs                                                             |        |
| 2021 | Makka Akka Aki                        | Kyogo Kawaguchi                                                        | Komposition & Arrangement       | Synapusyu Songs 2                                                           |        |
| 2021 | Breakers                              | Wataru Hatano                                                          | Komposition & Arrangement       |                                                                             | [ 23 ] |
| 2023 | Anytime Anywhere                      | Milet                                                                  | Arrangement                     |                                                                             | [ 26 ] |
| 2023 | Bliss                                 | Milet                                                                  | Komposition & Arrangement       | Anytime Anywhere (Single)                                                   | [ 27 ] |
| 2025 | Paper Airplane                        | Suis                                                                   | Komposition & Text              |                                                                             |        |